# Szydłów (gmina)
La gmina de Szydłów est une commune rurale de la voïvodie de Sainte-Croix et du powiat de Staszów. Elle s'étend sur 107,9 km2 et comptait 4 800 habitants en 2010. Son siège est le village de Szydłów qui se situe à environ 13 kilomètres à l'ouest de Staszów et à 43 kilomètres au sud-est de Kielce.

## Villages
La gmina de Szydłów comprend les villages et localités de Brzeziny, Gacki, Grabki Duże, Jabłonica, Korytnica, Kotuszów, Mokre, Osówka, Potok, Potok Rządowy, Rudki, Stary Solec, Szydłów, Wola Żyzna, Wolica et Wymysłów.

## Gminy voisines
La gmina de Szydłów est voisine des gminy de Gnojno, Pierzchnica, Raków, Staszów et Tuczępy.